# Gerda Meuer
Gerda Meuer (* 12. November 1958) ist eine deutsche Journalistin und war bis 31. Dezember 2022 Programmdirektorin der Deutschen Welle.

## Leben
Meuer studierte an der Universität zu Köln neben Germanistik auch Film- und Fernsehwissenschaften sowie Geschichte. Meuer arbeitete zunächst von 1985 bis 1987 beim Inter Press Service und absolvierte später ein Volontariat bei der Deutschen Welle. Im Rahmen einer Kooperation war sie ab 1991 als Redakteurin beim Deutschen Dienst von Radio Japan in Tokio tätig.
Nach ihrer Rückkehr zur Deutschen Welle 1996 wurde sie zur Chefin vom Dienst ernannt, 1999 auch zur stellvertretenden Chefredakteurin des deutschen Programms. Zwischen 2000 und 2003 war sie Hörfunkkorrespondentin des Senders in Brüssel und anschließend Leiterin der Fortbildungseinrichtung der Deutschen Welle, der DW Akademie. Als im Jahr 2013 in der Nachfolge Erik Bettermanns der Intendantenposten neu zu besetzen war, galt Meuer als Kandidatin. Vom 1. November 2013 bis zum 31. Dezember 2022 war Meuer alleinige Programmdirektorin des Senders. Sie leitete damit die beiden vorher eigenständigen und nunmehr vereinigten Bereiche Multimedia Regional und Multimedia Global. Damit war sie medienübergreifend sowohl für Hörfunk und Fernsehen als auch für Internet zuständig. Ihre Nachfolgerin wurde am 1. Januar 2023 Nadja Scholz.
Meuer ist Mitglied des Hochschulrates der Hochschule Ostwestfalen-Lippe.